# LP Большого Пса
LP Большого Пса (лат. LP Canis Majoris), HD 52244 — одиночная переменная звезда в созвездии Большого Пса на расстоянии приблизительно 6022 световых лет (около 1846 парсеков) от Солнца. Видимая звёздная величина звезды — от +9,31m до +9,2m.

## Характеристики
LP Большого Пса — бело-голубой гигант или субгигант, пульсирующая переменная Be-звезда (BE) спектрального класса B2:III:npe или B2IVnpe. Эффективная температура — около 22170 К.